# Familjen Hammarström
Familjen Hammarström är en svensk realityserie som hade premiär på SVT1 och SVT Play den 22 oktober 2018. Serien kretsar främst kring tvillingarna Klara och Selma, men även om yngre brodern Ingemar Hammarström. Även resterande sju syskon samt föräldrarna medverkar i serien. Näst intill alla tio syskon i familjen har ett stort hästintresse, vilket också är det ämne som genomsyrar serien. Serien sändes i två säsonger.

## Avsnitt

### Säsong 1
| Avsnitt | Titel                                      | Originalvisning |
| --- | ------------------------------------------ | --------------- |
| 1 | "Vi vill ju såklart vara bäst på allt"     | 22 oktober 2018 |
| I premiäravsnittet berättar Klara för familjen att hon ska satsa mer på musiken, samtidigt som Selma går omkull med sin häst dagen innan en stor tävling och Ingemar försöker kombinera hästintresset med skola och kompisar.                                               |                                            |                 |
| 2 | "Du är lite full"                          | 24 oktober 2018 |
| Äntligen ska Klara och Selma få ha sin efterlängtade 18-årsfest. Ingemar åker själv till Tyskland för att träna inför kommande mästerskap och Selma kommer med i landslaget trots den tidigare olyckan.                                                                     |                                            |                 |
| 3 | "En liten brat"                            | 29 oktober 2018 |
| Hela familjen åker tillbaka till Delsbo, Hälsingland där barnen blir lämnade i skogen utan mobiltelefon eller vetskap om var de är. Tillsammans ska de ta sig hem. Klara satsar mer än någonsin på musiken medan Selma åker till Frankrike för att tävla i EM i fälttävlan. |                                            |                 |
| 4 | "Ingemar har så mycket tjejer efter sig"   | 31 oktober 2018 |
| 5 | "Jag tänker inte vara hennes lilla bitch!" | 5 november 2018 |
| 6 | "You don't want to be a loser"             | 7 november 2018 |